# Dendrosenecio keniensis
Dendrosenecio keniensis là một loài thực vật có hoa trong họ Cúc. Loài này được (Baker f.) Mabb. mô tả khoa học đầu tiên năm 1986.